# گاو کوهی بزرگ
گاو کوهی بزرگ (نام علمی: Taurotragus derbianus) (به انگلیسی: giant eland) گونه‌ای از سرده گاو کوهی (خانواده گاوسانان) است که به وسیله جان ادوارد گری در سال ۱۸۴۷ میلادی توصیف علمی شد. کامرون، جمهوری آفریقای مرکزی، جمهوری دموکراتیک کنگو، سودان جنوبی، سنگال، گینه، چاد، مالی، نیجریه، گینه بیسائو، گامبیا، غنا، ساحل عاج، توگو و اوگاندا زیستگاه این جانور است. گاو کوهی نر ۳۱ کروموزوم و جنس ماده ۳۲ کروموزوم دارد. گاو کوهی بزرگ علفخوار است و بیشتر در گیاهان اقاقیا، گاروم‌زنگی، چریش و حبوبات می‌چرد.